# Trái tim Tím
Trái tim Tím là một huân chương quân đội của Hoa Kỳ nhân danh Tổng thống được trao cho những ai bị thương hoặc thiệt mạng trong lúc phục vụ quân đội Hoa Kỳ sau ngày 5 tháng 4 năm 1917. Trái tim Tím là huân chương lâu đời nhất vẫn còn được trao cho các quân nhân Mỹ.
Trong chiến tranh thế giới thứ hai, gần nửa triệu huân chương Trái tim Tím đã được làm ra để phòng con số thương vong ước tính khi thực hiện chiến dịch xâm lược Nhật Bản mà quân Đồng Minh đã lên kế hoạch. Cho đến ngày nay, tổng số thương vong của quân đội Mỹ trong vòng 65 năm sau Thế Chiến thứ Hai, tính cả chiến tranh Triều Tiên và chiến tranh Việt Nam cũng chưa vượt qua con số đấy. Năm 2003 vẫn còn 120.000 huân chương Trái tim Tím tồn kho. Huân chương này dư thừa đến mức các đơn vị chiến đấu tại Afghanistan và Iraq có thể giữ sẵn huân chương này để trao thưởng ngay lập tức cho những binh lính bị thương trên chiến trường.
Mục "Lịch sử" trong tạp chí National Geographic ấn bản tháng 11 năm 2009 ước tính số lượng Huân chương Trái tim Tím đã được trao. Phía trên phần số liệu có câu: "Mọi tổng số Huân chương Trái tim Tím chỉ là ước lượng. Huân chương này thường được trao trong lúc giao chiến; các báo cáo không phải lúc nào cũng chính xác" (trang 33).
- Chiến tranh thế giới thứ nhất: 320.518
- Chiến tranh thế giới thứ hai: 1.076.245
- Chiến tranh Triều Tiên: 118.650
- Chiến tranh Việt Nam: 351.794
- Chiến tranh Vùng Vịnh: 607
- Chiến tranh Afghanistan: 7.027 (tính đến 5/6/2010)
- Chiến tranh Iraq: 35.321 (tính đến 5/6/2010)